# آرتور عمروف
آرتور عمروف (به انگلیسی: Artur Omarov،  زادهٔ ۱۳ اوت ۱۹۸۸) یک کشتی‌گیر فرنگی‌کار اهل جمهوری چک است. وی سابقه حضور در المپیک ۲۰۲۰ توکیو را دارد.
از افتخارات وی می‌توان به کسب مدال برنز قهرمانی کشتی جهان ۲۰۲۳ اشاره کرد.

## فعالیت حرفه‌ای

### قهرمانی کشتی جهان ۲۰۲۳
عمروف در وزن ۹۷ کیلوگرم کشتی فرنگی قهرمانی کشتی جهان ۲۰۲۳ بلگراد شرکت کرد، او در این مسابقات آدم بوجملین از الجزایر و بکسلطان محموداف از قرقیزستان را مغلوب کرد اما در مسابقه بعد به آرتور آلکسانیان از ارمنستان باخت و با توجه به حضور این کشتی‌گیر در فینال، به دیدار شانس مجدد رفت. او در مرحله شانس مجدد نیکو اوجوج از رومانی را شکست داد و به دیدار رده‌بندی رسید. وی در این دیدار مینداوگاس ونکایتیس از لیتوانی را شکست داد و مدال برنز را بدست آورد.